# Rajon Borschtschiw
Der Rajon Borschtschiw (ukrainisch Борщівський район/Borschtschiwskyj rajon; russisch Борщёвский район/Borschtschjowski rajon) war ein ukrainischer Rajon in der Oblast Ternopil.

Flagge des Rajons

## Geographie
Der Rajon lag im Süden der Oblast Ternopil, er grenzte im Norden an den Rajon Tschortkiw, im Nordosten an den Rajon Tschemeriwzi (Oblast Chmelnyzkyj), im Südosten an den Rajon Kamjanez-Podilskyj (Oblast Chmelnyzkyj), im Südosten an den Rajon Chotyn (Oblast Tscherniwzi), im Südwesten an den Rajon Sastawna (Oblast Tscherniwzi) sowie im Westen an den Rajon Salischtschyky.
Das ehemalige Rajonsgebiet liegt in der Waldsteppenzone und wird vom Sbrutsch im Osten, dem Dnister im Süden sowie auf einem kurzen Stück vom Seret im Westen begrenzt, weitere Flüsse sind die Nitschlawa (Нічлава) und die Zyhanka (Циганка). Bei der Ortschaft Okopy befindet sich mit 116 Metern der tiefste Punkt der Oblast Ternopil.

## Geschichte
Der Rajon wurde am 17. Januar 1940 nach der Annexion Ostpolens durch die Sowjetunion gegründet, kam dann nach dem Beginn des Deutsch-Russischen Krieges im Juni 1941 ins Generalgouvernement in den Distrikt Galizien und nach der Rückeroberung 1944 wieder zur Sowjetunion in die Ukrainische SSR. Ende 1962 wurden der Rajon Skala-Podilska und der Rajon Melnyzja-Podilska aufgelöst und zum heutigen Rajon vereint, seit 1991 ist er Teil der heutigen Ukraine.
Am 17. Juli 2020 kam es im Zuge einer großen Rajonsreform zum Anschluss des Rajonsgebietes an den Rajon Tschortkiw.

## Administrative Gliederung
Auf kommunaler Ebene war der Rajon in 1 Stadtgemeinde, 2 Siedlungsgemeinden, 14 Landratsgemeinden und 2 Landgemeinden unterteilt, denen jeweils einzelne Ortschaften untergeordnet waren.
Zum Verwaltungsgebiet gehörten:
- 1 Stadt
- 2 Siedlungen städtischen Typs
- 70 Dörfer

### Stadt
| Städte                   | Städte     | Städte                 | Städte    |
| Name                     | Name       | Name                   | Name      |
| ukrainisch transkribiert | ukrainisch | russisch               | polnisch  |
| ------------------------ | ---------- | ---------------------- | --------- |
| Borschtschiw             | Борщів     | Борщёв (Borschtschjow) | Borszczów |

### Siedlungen städtischen Typs
| Siedlungen städtischen Typs | Siedlungen städtischen Typs | Siedlungen städtischen Typs              | Siedlungen städtischen Typs |
| Name                        | Name                        | Name                                     | Name                        |
| ukrainisch transkribiert    | ukrainisch                  | russisch                                 | polnisch                    |
| --------------------------- | --------------------------- | ---------------------------------------- | --------------------------- |
| Melnyzja-Podilska           | Мельниця-Подільська         | Мельница-Подольская (Melniza-Podolskaja) | Mielnica                    |
| Skala-Podilska              | Скала-Подільська            | Скала-Подольская (Skala-Podolskaja)      | Skała                       |

### Dörfer
| Dörfer                   | Dörfer                | Dörfer                                           | Dörfer                                          | Dörfer            |
| Name                     | Name                  | Name                                             | Name                                            | Gemeindezuordnung |
| ukrainisch transkribiert | ukrainisch            | russisch                                         | polnisch                                        | Gemeindezuordnung |
| ------------------------ | --------------------- | ------------------------------------------------ | ----------------------------------------------- | ----------------- |
| Babynzi                  | Бабинці               | Бабинцы (Babinzy)                                | Babińce (ad Krzywcze)                           | Babynzi           |
| Bereschanka              | Бережанка             | Бережанка                                        | Bereżanka                                       | Skala-Podilska    |
| Biliwzi                  | Білівці               | Беловцы (Belowzy)                                | Bielowce                                        | Melnyzja-Podilska |
| Biltsche-Solote          | Більче-Золоте         | Бильче-Золотое (Biltsche-Solotoje)               | Bilcze Złote                                    | Biltsche-Solote   |
| Boryschkiwzi             | Боришківці            | Борышковцы (Boryschkowzy)                        | Boryszkowce                                     | Melnyzja-Podilska |
| Burdjakiwzi              | Бурдяківці            | Бурдяковцы (Burdjakowzy)                         | Burdiakowce                                     | Burdjakiwzi       |
| Chudijiwzi               | Худіївці              | Худиевцы (Chudijewzy)                            | Chudyjowce                                      | Schuparka         |
| Chudykiwzi               | Худиківці             | Худыковцы (Churdykowzy)                          | Chudykowce                                      | Melnyzja-Podilska |
| Dnistrowe                | Дністрове             | Днестровое (Dnestrowoje)                         | Wołkowce (ad Dzwinogród)                        | Melnyzja-Podilska |
| Dswenyhorod              | Дзвенигород           | Дзвенигород (Dswenigorod)                        | Dźwinogród                                      | Melnyzja-Podilska |
| Dswynjatschka            | Дзвинячка             | Дзвинячка (Dswinjatschka)                        | Dźwiniaczka                                     | Melnyzja-Podilska |
| Dubiwka                  | Дубівка               | Дубовка (Dubowka)                                | Dębówka                                         | Burdjakiwzi       |
| Hermakiwka               | Гермаківка            | Гермаковка (Germakowka)                          | Germakówka                                      | Hermakiwka        |
| Hlybotschok              | Глибочок              | Глубочок (Glubotschok)                           | Głęboczek                                       | Hlybotschok       |
| Horoschowa               | Горошова              | Горошова (Goroschowa)                            | Horoszowa                                       | Melnyzja-Podilska |
| Hrabiwzi                 | Грабівці              | Грабовцы (Grabowzy)                              | Grabowiec                                       | Oserjany          |
| Huschtyn                 | Гуштин                | Гуштын (Guschtyn)                                | Gusztyn                                         | Skala-Podilska    |
| Huschtynka               | Гуштинка              | Гуштинка (Gustinka)                              | Gusztynek                                       | Skala-Podilska    |
| Iwane-Puste              | Іване-Пусте           | Иване-Пусте                                      | Iwanie Puste                                    | Iwane-Puste       |
| Iwankiw                  | Іванків               | Иванков (Iwankow)                                | Iwanków                                         | Skala-Podilska    |
| Jurjampil                | Юр'ямпіль             | Юрьямполь (Jurjampol)                            | Jurjampol                                       | Biltsche-Solote   |
| Konstanzija              | Констанція            | Констанция                                       | Konstancja, Konstancya                          | Oserjany          |
| Koroliwka                | Королівка             | Королёвка (Koroljowka)                           | Korolówka                                       | Borschtschiw      |
| Kosatschtschyna          | Козаччина             | Козаччина (Kosatschtschina)                      | Kozaczyzna                                      | Laniwzi           |
| Krywtsche                | Кривче                | Кривче (Kriwtsche)                               | Krzywcze                                        | Krywtsche         |
| Kudrynzi                 | Кудринці              | Кудринцы (Kudrinzy)                              | Kudryńce                                        | Melnyzja-Podilska |
| Laniwzi                  | Ланівці               | Лановцы (Lanowzy)                                | Łanowce                                         | Laniwzi           |
| Latkiwzi                 | Латківці              | Латковцы (Latkowzy)                              | Łatkowce                                        | Melnyzja-Podilska |
| Losjatsch                | Лосяч                 | Лосяч                                            | Łosiacz                                         | Skala-Podilska    |
| Monastyrok               | Монастирок            | Монастырок                                       | Monastyrek                                      | Biltsche-Solote   |
| Muschkariw               | Мушкарів              | Мушкаров (Muschkarow)                            | Muszkarów                                       | Biltsche-Solote   |
| Muschkatiwka             | Мушкатівка            | Мушкатовка (Muschkatowka)                        | Muszkatówka, Muszkatowce                        | Borschtschiw      |
| Mychajliwka              | Михайлівка            | Михайловка (Michailowka)                         | Michałówka                                      | Melnyzja-Podilska |
| Mychalkiw                | Михалків              | Михалков (Michalkow)                             | Michałków                                       | Melnyzja-Podilska |
| Nywra                    | Нивра                 | Нивра (Niwra)                                    | Niwra                                           | Skala-Podilska    |
| Okopy                    | Окопи                 | Окопы                                            | Okopy Świętej Trójcy                            | Melnyzja-Podilska |
| Oleksynzi                | Олексинці             | Алексинцы (Aleksinzy)                            | Oleksińce                                       | Biltsche-Solote   |
| Oserjany                 | Озеряни               | Озеряны                                          | Jezierzany                                      | Oserjany          |
| Paniwzi                  | Панівці               | Пановцы (Panowzy)                                | Paniowce                                        | Paniwzi           |
| Pidpylypja               | Підпилип'я            | Подпилипье (Podpilipje)                          | Podfilipie                                      | Skala-Podilska    |
| Pylatkiwzi               | Пилатківці            | Пилатковцы (Pilatkowzy)                          | Piłatkowce                                      | Oserjany          |
| Pylyptsche               | Пилипче               | Пилипче (Piliptsche)                             | Filipkowce                                      | Pylyptsche        |
| Pyschtschatynzi          | Пищатинці             | Пищатинцы (Pischtschatinzy)                      | Piszczatyńce                                    | Borschtschiw      |
| Salissja                 | Залісся               | Залесье (Salessje)                               | Zalesie                                         | Salissja          |
| Salutschtschja           | Залуччя               | Залучье (Salutschje)                             | Załucze                                         | Skala-Podilska    |
| Sapohiw                  | Сапогів               | Сапогов (Sapogow)                                | Sapohów, Sapahów                                | Sapohiw           |
| Sawallja                 | Завалля               | Завалье (Sawalje)                                | Zawale                                          | Paniwzi           |
| Sbrutschanske            | Збручанське           | Збручанское (Sbrutschanskoje)                    | Nowosiółka Biskupia                             | Melnyzja-Podilska |
| Sbrysch                  | Збриж                 | Збриж (Sbrisch)                                  | Zbrzyź                                          | Burdjakiwzi       |
| Scherscheniwka           | Шершенівка            | Шершеневка (Scherschenewka)                      | Szerszeniowce                                   | Biltsche-Solote   |
| Schuparka                | Шупарка               | Шупарка                                          | Szuparka                                        | Schuparka         |
| Schylynzi                | Жилинці               | Жилинцы (Schilinzy)                              | Zielińce                                        | Oserjany          |
| Schyschkiwzi             | Шишківці              | Шишковцы (Schischkowzy)                          | Szyszkowce                                      | Skowjatyn         |
| Selene                   | Зелене                | Лесники (Lesniki)                                | Zielona Olchowiecka                             | Melnyzja-Podilska |
| Skowjatyn                | Сков'ятин             | Сковятин (Skowjatin)                             | Skowiatyn                                       | Skowjatyn         |
| Slobidka-Muschkatiwska   | Слобідка-Мушкатівська | Слободка-Мушкатовская (Slobodka-Muschkatowskaja) | Słobódka Muszkatowiecka                         | Borschtschiw      |
| Strilkiwzi               | Стрілківці            | Стрелковцы (Strelkowzy)                          | Strzałkowce                                     | Borschtschiw      |
| Trijzja                  | Трійця                | Троица (Troiza)                                  | Trójca                                          | Skala-Podilska    |
| Trubtschyn               | Трубчин               | Трубчин (Trubtschin)                             | Trubczyn                                        | Melnyzja-Podilska |
| Tulyn                    | Тулин                 | Тулин (Tulin)                                    | Tulin                                           | Laniwzi           |
| Turyltsche               | Турильче              | Турильче (Turiltsche)                            | Turylcze                                        | Skala-Podilska    |
| Uroschajne               | Урожайне              | Урожайное (Uroschainoje)                         | Babińce Dźwinieczkowskie, Babińce ad Dzwinogród | Melnyzja-Podilska |
| Ustja                    | Устя                  | Устье (Ustje)                                    | Uście Biskupie                                  | Melnyzja-Podilska |
| Werbiwka                 | Вербівка              | Вербовка (Werbowka)                              | Wierzbówka                                      | Skala-Podilska    |
| Werchnjakiwzi            | Верхняківці           | Верхняковцы (Werchnjakowzy)                      | Wierzchniakowce                                 | Borschtschiw      |
| Wilchowez                | Вільховець            | Ольховец (Olchowez)                              | Olchowiec                                       | Melnyzja-Podilska |
| Wowkiwzi                 | Вовківці              | Волковцы (Wolkowzy)                              | Wołkowce (ad Borszczów)                         | Wowkiwzi          |
| Wyhoda                   | Вигода                | Выгода (Wygoda)                                  | Wygoda Boryszkowiecka                           | Melnyzja-Podilska |
| Wyssitschka              | Висічка               | Высичка                                          | Wysuczka                                        | Borschtschiw      |
| Zyhany                   | Цигани                | Цыганы (Zygany)                                  | Cygany                                          | Borschtschiw      |